# ČZ 125 typ 476
ČZ 125 typ 476 je dvoumístný motocykl, vyvinutý Českou zbrojovkou Strakonice, vyráběný od roku 1968 do roku 1977.
Podvozek je shodný s modelem ČZ 175 typ 477, odvozený od motokrosových strojů. Kola 18", brzdy jsou shodné s Jawou 350/633 Bizon a Jawou 350/634. Motor vychází z kývačky ČZ 175 typ 450 a má zvýšený výkon, menší setrvačníky klikového hřídele a pístní čep na jehlovém ložisku. Mazání klikového hřídele převodovým olejem a zesílené uložení řetězového kolečka na dvou ložiskách. Některé verze měly oddělené mazání Posilube, které je obdobou systému Oilmaster u Jawy. Standardně byla nádrž kulatá, přední světlo kulaté.

## Technické parametry
- Rám: trubkový, ocelový
- Suchá hmotnost: 112 kg
- Maximální rychlost: 100 km/h
- Spotřeba paliva: 3 l při 60 km/h

## Typy
- ČZ 125/476 (prototypové provedení) (1967–1968)
- ČZ 125/476.1 (1969–1972)
- ČZ 125/476.0 (1972–1974)
- ČZ 125/476.1 (1972–1974) – provedení De Luxe s odděleným mazáním Posilube, někdy uzavřeným krytem řetězu a ukazateli směru Velorex
- ČZ 125/476.2 (1974) – provedení pro USA s kulatou nádrží a odděleným mazáním
- ČZ 125/476.3 (1974–1975) – evropské provedení s hranatým předním světlem, kulatou nádrží a odděleným mazáním
- ČZ 125/476.4 (1974–1975) – evropské provedení s hranatým předním světlem, kulatou nádrží, bez odděleného mazání
- ČZ 125/476.5 (1975–1977) – provedení pro Evropu a především USA, světla Lucas, kulatá nádrž, oddělené mazání Posilube
- ČZ 125/476.6 (1975–1977)
- ČZ 125/476.7 (1975–1977) – provedení pro Evropu, kulatá nádrž, bez odděleného mazání